# Košarkaški klub Jagodina
Il Košarkaški klub Spartak Subotica (Кошаркашки клуб Јагодина) è una società cestistica avente sede nella città di Jagodina, in Serbia.
Fondata nel 1965, disputa il campionato serbo.